# Rodrigo Pinto Guedes
Rodrigo Pinto Guedes (17 de julio de 1762 - 13 de junio de 1848) fue un destacado miembro del Almirantazgo del Reino de Portugal, su sucesor el Reino Unido de Portugal, Brasil y Algarve y el imperio del Brasil, estando a cargo de las operaciones navales de su nación en la Guerra del Brasil (Guerra Cisplatina).

## Biografía
Nació el 17 de julio de 1762 en Gradiz, Aguiar da Beira, Portugal, hijo de Rodrigo Pinto Guedes y Maria da Silveira Pereira. Destinado por sus padres a la vida religiosa, ingresó en un convento pero lo abandonó para seguir la carrera de marino. En septiembre de 1781 fue nombrado Cadete de la armada portuguesa, empezando así una exitosa carrera.
Casó con Constanza Smissaert Pinto Caldas, hija de José Pereira Caldas y Constanza Smissaert.
Llegó a Jefe de Estado Mayor de la Armada portuguesa. Operando en 1799 contra los franceses bajo el comando de Nelson, el rey dispuso su remoción. Cuando le fue comunicada la orden a Nelson, este respondió que "nunca tuve la más mínima razón para estar descontento con él y siempre oí referirse a Don Rodrigo Guedes Pinto como a un excelente oficial. Esa es la razón por la pido la suspensión de la orden visto que estoy convencido de que se trata de un error".
. En otra carta del 2 de enero de 1800, Nelson se refiere a Pinto Guedes como "un oficial del mayor mérito y profundamente ligado a los ingleses".
Cuando en 1808 la familia real abandonó Portugal a causa de la invasión de las tropas de Napoleón Bonaparte, la siguió a Brasil, donde sirvió como consejero naval del rey Juan VI de Portugal.

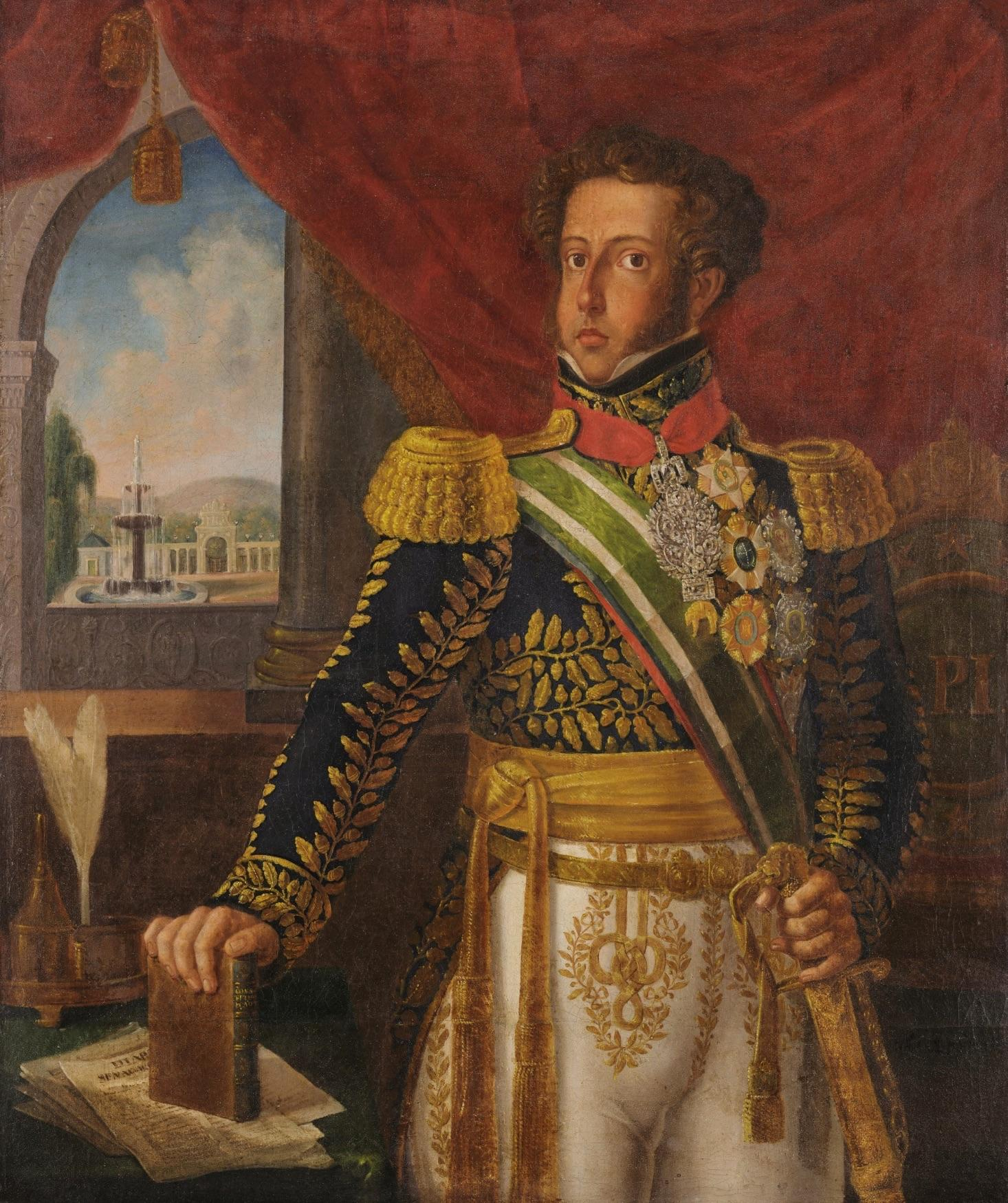
Pedro I.

En 1817 participa de la represión de la insurrección en Pernambuco. En 1819 Pinto Guedes sostiene públicamente una posición panamericanista, esto es, lograr una unidad política con los pueblos hispanoamericanos. 
En febrero de 1821 la Guarnición Militar de Río de Janeiro se declara a favor de la Revolución Constitucionalista de Portugal. El 3 de marzo de ese año, el vicealmirante Rodrigo Pinto Guedes es detenido por su simpatía con la causa y sus ideas liberales.
Cuando el Rey Juan toma la decisión de regresar a Portugal, Pinto Guedes adopta la postura de quienes sostenían la independencia del Brasil bajo el imperio de una rama de la casa real. Se declaró entonces leal a Pedro IV de Portugal quien se convertiría como Pedro I de Brasil en el primer gobernante del Imperio del Brasil.
Pinto Guedes sirvió en el más alto puesto como representante naval en el Consejo Militar del monarca hasta que, en el marco de la guerra con la República Argentina, ante la presión pública motivada por el fracaso del Almirante Ferreira Lobo en vencer a la pequeña Armada Argentina al mando de Guillermo Brown en el Río de la Plata pese a su amplia ventaja de recursos, fue destinado a hacerse cargo personalmente de la campaña.

### Guerra del Brasil
El 12 de mayo de 1826 el ya Almirante Rodrigo Pinto Guedes, asumió en Montevideo el mando de la flota brasileña en reemplazo de Ferreira Lobo en lo que se denominó como Fuerzas Navales Brasileñas en Operaciones en el Río de la Plata, más conocida como Escuadra del Sur. Tenía ya 64 años de edad y hacía 20 años que no estaba en el mar.

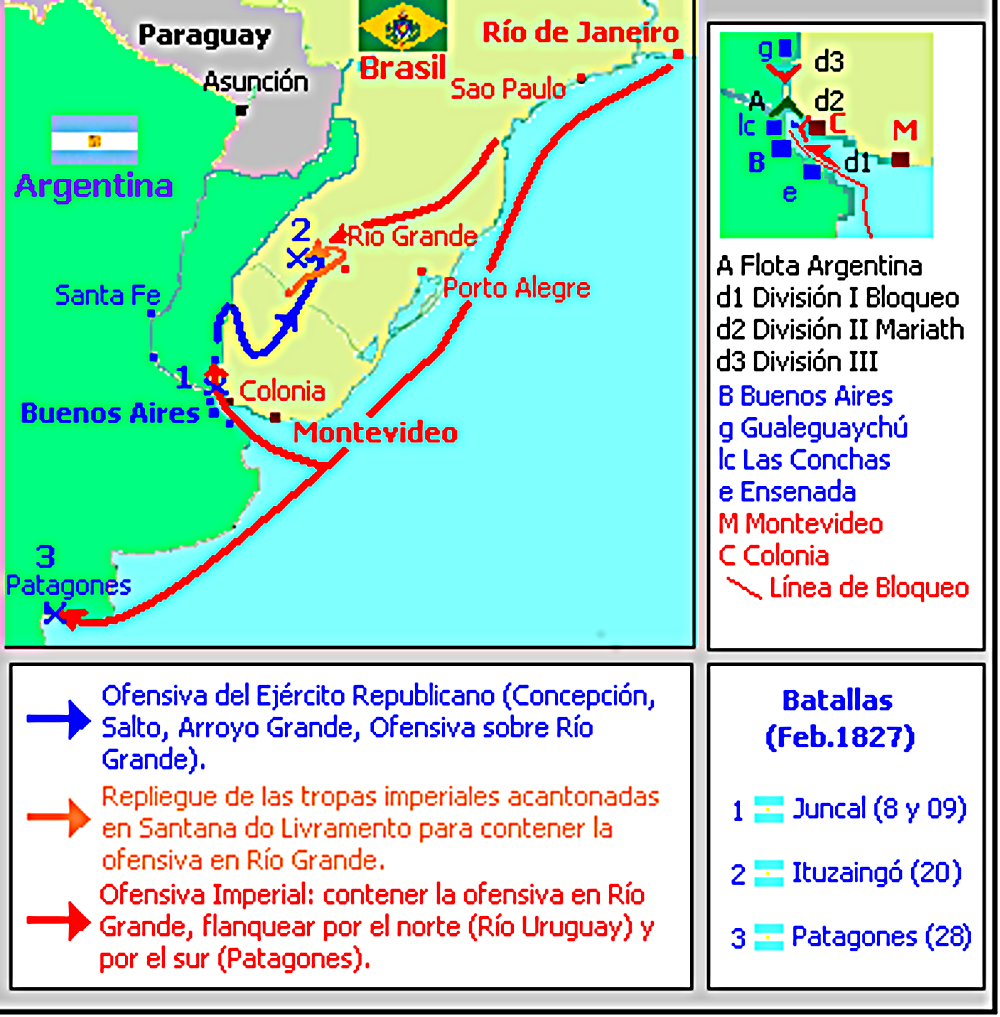
Ofensiva sobre la República Argentina.

Decidido a adoptar una estrategia más agresiva encargó al Capitán James Norton el mando de una escuadra ("División Bloqueo") para cerrar definitivamente el puerto de Buenos Aires, otra al Capitán Frederico Mariath con base en Colonia del Sacramento para reserva y otra al Capitán Jacinto Sena Pereira ("Tercera División") con el mandato de operar por el norte, sobre el Río Uruguay de manera de cortar las líneas de abastecimiento de la fuerza expedicionaria argentina que operaba ya en la frontera de la Banda Oriental y promover la separación de las provincias del litoral. Finalmente preparó una escuadra para operar sobre el sur, sobre Carmen de Patagones, puerto usado por la flota enemiga para repostar, recibir refuerzos desde Chile y operar misiones de corso.

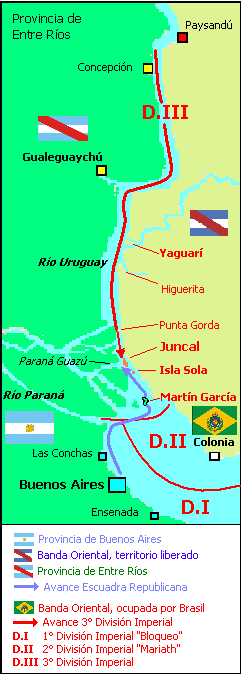
Teatro de Operaciones, Río de la Plata.

El bloqueo si bien asfixió el comercio nunca pudo ser tan estricto como para impedir por completo la salida de las pequeñas flotillas argentinas, las que permanentemente hostigaron a los navíos brasileros en Colonia y Montevideo, lograron el control de la estratégica Isla Martín García y sostuvieron misiones de corso que actuaron incluso en Río de Janeiro.

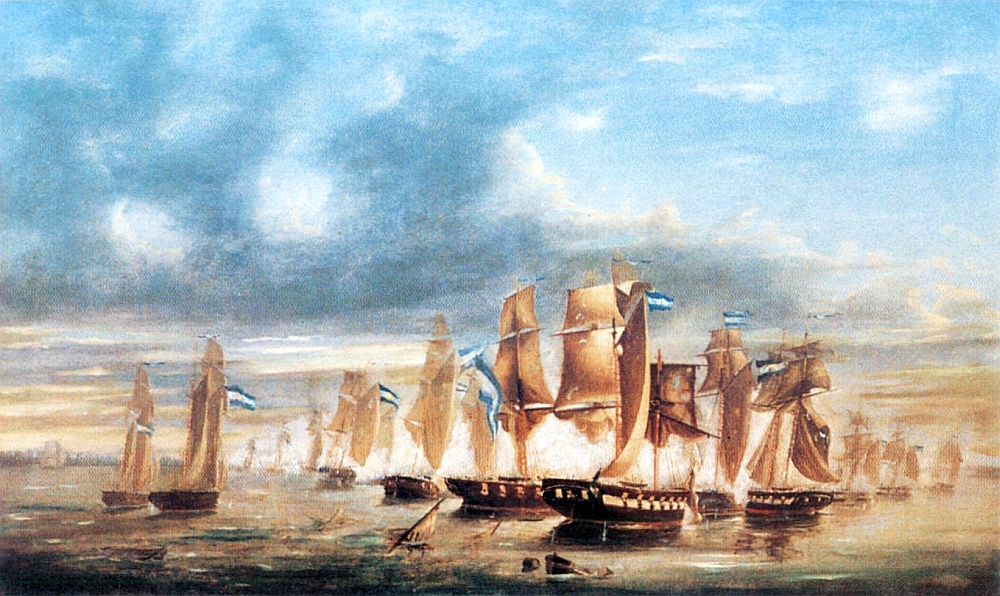
Batalla de Juncal.

Por otra parte, el destino de la Tercera División fue peor. Brown fue en su busca mientras fortificaba Martín García para dificultar la intervención de la División Mariath. El 8 y 9 de febrero de 1827 en la Batalla de Juncal la escuadra brasilera fue completamente destrozada, sobreviviendo solo dos de diecisiete buques.
La expedición a Patagones al mando del Capitán James Shepherd no tuvo mejor suerte. Si bien llegó a desembarcar las fuerzas terrestres, el 28 de febrero de ese mismo año fue completamente derrotada tanto por mar como por tierra.
Se alzó entonces nuevamente una feroz crítica a la conducción naval de la guerra. 
Los resultados eran adversos pese a la sostenida superioridad en recursos y la audacia e incansable actividad de Brown contrastaba con la apatía de Pinto Guedes que permanecía recluido en el camarote de su fragata y rara vez era visto por sus hombres. Si bien poseía una gran reputación de pericia, esta había sido alcanzada (más allá de sus logros en la campaña europea) en la actividad de gabinete y las intrigas de una corte absoluta. Se lo acusaba también de preocuparse más de las presas (con las que labró una inmensa fortuna) que de atacar a la flota enemiga.

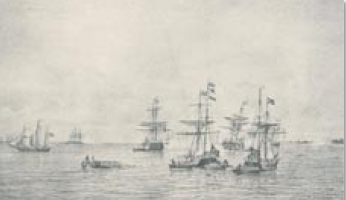
Combate de Monte Santiago.

No obstante el 7 y 8 de abril de 1827 en el Combate de Monte Santiago dos de los bergantines argentinos encallaron y contando sólo con el apoyo de una goleta sostuvieron el ataque de la flota de Norton por dos días pero finalmente fueron destruidos. La batalla permitió a Pinto Guedes conservar su puesto.
Intentó una segunda expedición al sur, pero en la primera escala, un ataque a un pequeño puesto en Bahía San Blas, al norte de Patagones, fueron destruidos por una tormenta, siendo capturados los sobrevivientes por los argentinos.
En septiembre de 1828 finalizó el bloqueo y poco la misma guerra. 
En 1829 fue sometido a Consejo de Guerra por su pobre desempeño, defendiéndose con la publicación de varios escritos.